# Лейкин, Николай Александрович
Никола́й Алекса́ндрович Ле́йкин (7 [19] декабря 1841, Санкт-Петербург — 6 [19] января 1906, Санкт-Петербург) — русский писатель, журналист и издатель, а также общественный деятель, гласный Санкт-Петербургской городской думы, благотворитель. По характеристике А. В. Амфитеатрова, «первый газетный увеселитель и любимый комик петербургской публики». Потомственный почётный гражданин Санкт-Петербурга.

## Биография

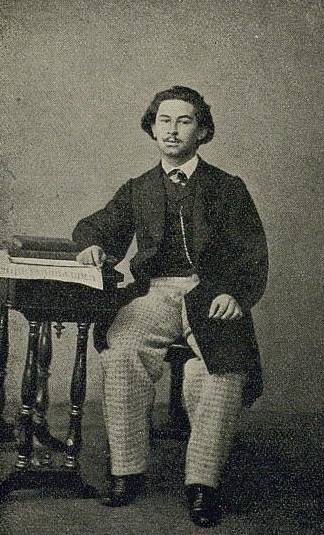
Лейкин в начале своей литературной деятельности. 1860 год

Родился в старинной, но обедневшей семье купца третьей гильдии А. И. Лейкина. Впоследствии сам Н. А. Лейкин стал купцом второй гильдии. Род Лейкиных числился в купеческой гильдии Санкт-Петербурга с 1781 года. Предки Лейкина переехали в Петербург «в половине XVIII века из Любимского уезда Ярославской губернии», об этом сам писатель сообщает в своих мемуарах.
Образование Николай Лейкин получил сначала в пансионате Беляевых, затем в петербургском немецком реформатском училище. Служил приказчиком у купца на Гостином дворе; затем в конторе Первого страхового от огня общества. В 1880-е годы, уже будучи известным литератором и журналистом, продолжал заниматься коммерцией, имея магазин и книжный склад в Гостином дворе.
Начал печататься в 1860 году со стихотворения «Кольцо» в журнале «Русский мир». В 1861 году опубликовал первое прозаическое произведение — рассказ «Гробовщик» в журнале «Петербургский вестник». Продолжил печатать небольшие юмористические очерки в «Русском мире», «Искре», «Библиотеке для чтения», «Современнике», «Отечественных записках», «Стрекозе» и др. Поместил в журналах обратившие на себя внимание очерки «Апраксинцы» («Библиотека для чтения», 1863, № 10—11), «Биржевые артельщики» («Современник», 1864, № 7 и 10) и др. Большое влияние на творчество Лейкина оказали братья Владимир и Николай Курочкины.
С начала 1870-х годов стал постоянным сотрудником «Петербургской газеты», где почти ежедневно помещал «сцены» из купеческого и мещанского быта.
Совместно с Р. Р. Голике в 1882—1905 годах был редактором-издателем юмористического еженедельника «Осколки» в Санкт-Петербурге. К участию в журнале привлёк бывших сотрудников «Искры» — В. В. Билибина, Л. И. Пальмина, Л. Н. Трефолева и др.
Лейкин привлёк к сотрудничеству в «Осколках» А. П. Чехова, который под различными псевдонимами опубликовал в журнале в период 1882—1887 годов свыше 200 рассказов. Несмотря на разницу в возрасте, Лейкин и Чехов в то время на равных конкурировали за внимание читателей; последний называл Лейкина «крёстным батькой», по чьему совету и начал писать «коротенькие рассказы-сценки». Со временем, однако, Чехов стал отходить в область серьёзной литературы и разочаровываться в Лейкине — «удачливом издателе, богаче, владельце огромного графского поместья: Л., по определению Чехова, это „добродушный и безвредный человек, но буржуа до мозга костей“».
С 1881 года состоял выборным от петербургского купеческого сословия; был гласным Санкт-Петербургской городской думы, казначеем Ивановского дома трудолюбия (вплоть до своей смерти), членом Комиссии по народному образованию, санитарии и благотворительности, членом Исполнительного комитета по устройству школ в Санкт-Петербурге, председателем Санкт-Петербургского благотворительного общества при Троицком соборе на Петербургской стороне, членом совета Русского театрального общества, попечителем городского Петровского родильного приюта, членом Союза взаимопомощи русских писателей, членом Императорского российского общества садоводства, плодоводства и птицеводства. В 1884 году был зачислен в потомственное почётное гражданство Санкт-Петербурга.
Проживал на Большой Дворянской улице, д. 12.
Скончался 6 (19) января 1906 в Санкт-Петербурге, могила — на Литераторских мостках.
Жена — Лейкина Прасковья Никифоровна.

## Творчество
Основная тема творчества, включая 36 романов и повестей, 11 пьес и тысяч рассказов и очерков, — нравы и сценки из жизни петербургского общества в целом и купечества Гостиного и Апраксинского дворов в частности.
Среди многочисленных книг Лейкина наибольшим успехом пользовались «Наши за границей» (1890) — сатирическое описание путешествия по Европе купеческой пары из Петербурга. Книга выдержала 24 прижизненных переиздания; всего до революции 1917 года — 27 переизданий. Царская цензура не позволяла переводить её на польский язык. Запрет мотивировали опасением, что произведение вызовет издевательское отношение поляков, утверждая их во мнении о темноте и варварстве русских. В 1884 году, наряду со многими другими книгами, было велено изъять из варшавских библиотек и публичных читален, а также книжных собраний, принадлежавших различным обществам и клубам, все книги Лейкина.
В. В. Князев в 1913 году посвятил А. Т. Аверченко сатирическое стихотворение «Аркадий Лейкин», подразумевая под нарицательным «Лейкин» многопишущего пошлого юмориста. Он опубликовал его в журнале «Сатирикон», в отместку за отделение от журнала издания «Новый Сатирикон».
При жизни писателя вышло в свет не менее 165 его книг и брошюр. В советское время произведения Лейкина практически не переиздавались.
В течение жизни использовал псевдонимы:
- —а
- Алктр
- Алектор
- Бывший апраксинский прикащик Кассиан Яманов
- Л. К. К.
- Лей—н, Н.
- Лкн.
- Лкнъ
- Л—к—н, Н.
- Л—н
- Летописец-обличитель
- Мани-Факел-Фарес
- Мани, Факел, Фарес
- Н. А. Л. и В. В. Б.
- Оса
- Отставной прикащик
- Сам
- Сам и Мони
- Утка
- Факел
- Форес
- Это я
- Яманов, Касьян

## Отзывы и критика
В 1885 году Николай Александрович купил бывшее имение графа Строганова под Санкт-Петербургом. Друживший с ним А. П. Чехов поздравил Лейкина с приобретением, но оказавшись впервые в этом имении был поражён роскошью дворца и богатством обстановки:

— Зачем вам, одинокому человеку, вся эта чепуха? —  спросил Чехов и получил ответ.

— Прежде здесь хозяевами были графы, а теперь — я, Лейкин, хам.

Комментаторы полагают, что Лейкин мог быть одним из многочисленных прообразов Лопахина в «Вишнёвом саде».
Критики, признавая комический талант писателя, «блистательное знание купеческого быта», «фактографически точное изображение действительности», считали его описания быта и нравов поверхностными.
Термин «лейкинщина» употреблял К. И. Чуковский для обозначения грубого вульгарного юмора. Н. А. Некрасов отмечал в очерках Лейкина несвоевременный недостаток «злобы».

Некультурный купеческий быт Л[ейкин] изображал с точки зрения либерального буржуа, пользуясь неиссякаемым запасом смехотворных положений. Но его количественно богатая продукция поражает однообразием тематики, примитивизмом художественного метода. Купеческий быт Л. изображал, пользуясь приёмами внешнего бытописательства, без показа каких-либо сложных общественных или психологических конфликтов. Л[ейкин] часто прибегал к шаржу, карикатуре, стремился рассмешить читателя даже коверканием его героями иностранных слов. Изображение крестин, свадеб, масляницы, заграничных путешествий его смехотворных героев — вот тот узкий круг, в к[ото]ром вращалось творчество Л[ейкина]. Он удовлетворял спросу на лёгкое развлекательное чтение, к[ото]рый предъявляла к лит[ерату]ре мещанско-обывательская масса читателей политически застойной эпохи 80-х гг. Наряду с ней Л[ейкин] угождал и вкусам части буржуазной интеллигенции, с удовлетворением читавшей о похождениях купцов с Апраксинского двора, считая, что она уже «культурна» и высоко поднялась над темнотой лейкинских героев.

Лейкин чаще всего сторонился «бичевания социальных язв». «Если социально острые темы и находят своё отражение в ряде произведений Л[ейкина], <…> то эта острота почти всегда оказывается смягчённой: Л[ейкин] или опаздывает <…> в выборе актуальных тем на двадцать лет <…>, или настойчиво стремится сгладить, казалось бы, неразрешимый конфликт относительно благополучной концовкой».

Изображая по преимуществу жизнь купцов и находящихся у них на службе приказчиков, артельщиков, Л[ейкин] смотрит на неё как бы «изнутри», глазами своих героев. Поэтому всё чуждое их мироощущению, далёкое от сферы их непосредственных (служебных и житейских) интересов: идейные споры поколений, внимание к исторически значительным событиям эпохи или к психологическим глубинам человеческих характеров — почти полностью отсутствует и в произведениях Л[ейкина]. Его герои проникнуты верой в незыблемость раз и навсегда усвоенных ими норм поведения, обычаев и привычек. Главное событие в этом устойчивом мире — превращение бывшего крестьянина в артельщика, лавочного мальчика — в приказчика, приказчика — в состоятельного купца, а главное потрясение — женитьба с сопровождающими её хлопотами: поисками выгодного жениха, уговорами «подходящей» невесты, заботой о приданом и т. п.
<…> Юмор Л[ейкина] чужд социальной направленности и философской глубины, что, однако, не делает Л[ейкина]-юмориста писателем без определённой позиции. Такая позиция у Л[ейкина], несомненно, есть. В «разношёрстной толпе» персонажей, в их странных и чудных словечках и в неумении договориться друг с другом Л[ейкин] видит не дисгармонию, а условие существования внутренне сбалансированного самодостаточного мира, в котором, кроме забавных неурядиц и смешных происшествий, нет никаких других потрясений и драм.

В работах Лейкина отмечаются следующие художественные особенности:

Пейзаж, интерьер, портрет — эти атементы повествования Лейкин даёт в сценках по необходимости, когда нельзя обойтись без минимума информации об обстановке и внешности героев. В них он фотографично-протоколен и неоригинален. Но им введены и некоторые специальные приёмы описания, диктуемые краткостью. Так, демонстративно подчёркивая второстепенную роль описаний по сравнению с диалогами, он использует вместо пейзажа или подробного введения в действие общее место, цитату <…>
Ещё один излюбленный лейкинский приём — метонимическое называние персонажа через какую-либо деталь его внешности или одежды <…>
Требования краткости и выразительности обусловили ещё один элемент сценочной поэтики — говорящие и забавные фамилии персонажей. В придумывании таких фамилий Лейкин был весьма изобретателен: есть у него купцы Купоросов, Четвертаков, Семивёдров, Буйновидов, юнкер Митрофан Недоносков и актриса Кувалдина, литератор Заливалов и купчиха Кукишева, дьячок Ижеесишенский и барон Киндербальзам.
<…> Лейкин любил подчёркивать, что в своих произведениях он никогда ничего не выдумывал, ничего не сочинял, никогда «не высасывал из пальца», а брал «прямо из жизни». Педантичный, принципиальный натурализм был сознательным самоограничением <…>

С точки зрения источника по истории России в целом и литературы своего времени в частности — работы Лейкина оцениваются достаточно высоко:

Воспоминания Н. А. Лейкина неоднократно использовались в работах по истории русской литературы. В частности, отмечалась ценность их сведений для изучения биографий русских писателей 1860-х гг. <…>
В новейшей литературе по истории петербургского купечества мемуарам Лейкина как источнику также уделено определённое внимание. Интерес к истории петербургского купечества возник в конце 80-х гг. XX в. и не прекращается до сих пор. <…> Воспоминания Лейкина нашли отражение в статье М. Н. Барышникова и К. К. Вишнякова-Вишневецкого, посвящённой роли семейного фактора в российском предпринимательстве. <…>
К мемуарам Лейкина обращались в связи с изучением истории иностранного (особенно голландского) предпринимательства в Петербурге.

## В кино
В фильме 2012 года «Поклонница» роль Лейкина исполнил Олег Табаков. За эту актёрскую работу Табаков был номинирован на премию «Ника» в категории «лучшая мужская роль второго плана».

## Основные работы
- Привыкать надо!!!…: Шуточ. сцены в 1 д. соч. Н. А. Лейкина, представл. в первый раз на Александрин. театре, 15 сент. 1871 г. — С.-Пб.: тип. К. Н. Плотникова, 1871. — 48 с.
- Сцены из купеческого быта / [Соч.] Н. Лейкина. — С.-Пб.: С. В. Звонарев, 1871. — [4], 165 с.
- Христова невеста: Повесть Н. А. Лейкина. — С.-Пб.: тип. К. Н. Плотникова, 1872. — [2], 225 с.
- Медные лбы: Картинки с натуры / Н. А. Лейкин. — С.-Пб.: тип. д-ра М. А. Хана, 1880. — [4], 283 с.
- На заработках: Роман из жизни чернорабочих женщин / Н. А. Лейкин. — [2-е изд.]. — С.-Пб.: тип. С. Н. Худекова, 1891. — 406 с.
- Странствующая труппа: Роман в 2 ч. / Н. А. Лейкин. — С.-Пб.: тип. Р. Голике, 1894. — 452 с.
- На дачном прозябании : 10 юморист. рассказов / Н. А. Лейкин. — С.-Пб.: тип. Р. Голике, 1900. — [4], 320 с.
- Рождественские рассказы / Н. А. Лейкин. — С.-Пб.: т-во «Печатня С. П. Яковлева», 1901. — [2], 94, [1] с.
- Счастливец: Роман / Н. А. Лейкин. — С.-Пб.: т-во «Печатня С. П. Яковлева», 1901. — [2], 228 с.
- На аристократический манер : Шутка в 1 д. / [Соч.] Н. А. Лейкина и В. В. Билибина. — С.-Пб.: Печатня Р. Голике, 1901. — 28 с.
- На случай несостоятельности : Шуточ. сцены : В 1 д. / Н. А. Лейкин. — 3-е изд. — С.-Пб.: т-во «Печатня С. П. Яковлева», 1901. — [2], 25 с.
- Первые шаги : Роман / Н. А. Лейкин. — [2-е изд.]. — С.-Пб.: т-во «Печатня С. П. Яковлева», 1901. — [2], 280 с.
- Повсюду : Рассказы / Н. А. Лейкин. — 3-е изд. — С.-Пб.: т-во «Печатня С. П. Яковлева», 1901. — [4], 332 с.
- Христова невеста : Роман / Н. А. Лейкин. — 4-е изд. — С.-Пб.: т-во «Печатня С. П. Яковлева», 1901. — 288 с.
- Вне рутины; Счастье привалило: Две повести / Н. А. Лейкин. — С.-Пб.: т-во «Печатня С. П. Яковлева», 1902. — [4], 259 с.
- Меж трех огней : Роман из актер. жизни / Н. А. Лейкин. — С.-Пб.: т-во «Печатня С. П. Яковлева», 1902. — [2], 426 с.
- Среди причта : Роман / Н. А. Лейкин. — 3-е изд. — С.-Пб.: печатня Р. Голике, 1902. — 312 с.
- Голь перекатная : Рассказы / Н. А. Лейкин. — С.-Пб.: т-во «Печатня С. П. Яковлева», 1903. — [4], 327 с.
- Господа и слуги: Рассказы / Н. А. Лейкин. — С.-Пб.: т-во «Печатня С. П. Яковлева», 1903. — 351 с.
- Купец пришел! : Повествование о разорившемся дворянине и разбогатевших купцах / Н. А. Лейкин. — С.-Пб.: т-во «Печатня С. П. Яковлева», 1903. — [2], 484 с.
- В родном углу; Просветитель : Роман : Повесть / Н. А. Лейкин. — С.-Пб.: т-во «Печатня С. П. Яковлева», 1905. — [2], 431 с.
- Деревенская аристократия: Очерки сел. жизни / Н. А. Лейкин. — 2-е изд. — С.-Пб.: т-во Р. Голике и А. Вильборг, 1905. — 255 с.
- В люди вышел : Роман / Н. А. Лейкин. — 1-е изд. — С.-Пб.: т-во «Печатня С. П. Яковлева», 1906. — 366 с.
- Николай Александрович Лейкин в его воспоминаниях и переписке : С двумя портр. и прил. писем к нему Ан. П. Чехова. — С.-Пб.: т-во Р. Голике и А. Вильборг, 1907. — [4], 387 с.
- В деревне и в городе : Рассказы / Н. А. Лейкин. — 5-е изд. — С.-Пб.: тип. П. П. Сойкина, 1908. — 280 с.
- На побывке : Роман из быта питерщиков в деревне / Н. А. Лейкин. — 3-е изд. — С.-Пб.: тип. П. Усова, 1913. — 356 с.